# العلاقات الكازاخستانية الليبيرية
العلاقات الكازاخستانية الليبيرية هي العلاقات الثنائية التي تجمع بين كازاخستان وليبيريا.

## مقارنة بين البلدين
هذه مقارنة عامة ومرجعية للدولتين:
| وجه المقارنة                                              | كازاخستان                      | ليبيريا      |
| --------------------------------------------------------- | ------------------------------ | ------------ |
| المساحة (كم2)                                             | 2.72 مليون                     | 111.37 ألف   |
| عدد السكان (نسمة)                                         | 17.95 مليون                    | 4.73 مليون   |
| الكثافة السكانية (ن./كم²)                                 | 6.6                            | 42.47        |
| العاصمة                                                   | نور سلطان                      | مونروفيا     |
| اللغة الرسمية                                             | اللغة القازاقية، اللغة الروسية | لغة إنجليزية |
| العملة                                                    | تينغ كازاخستاني                | دولار ليبيري |
| الناتج المحلي الإجمالي (بليون دولار)                      | 159.41 مليار                   | 2.16 مليار   |
| الناتج المحلي الإجمالي (تعادل القوة الشرائية) بليون دولار | 439.39 مليار                   | 3.76 مليار   |
| الناتج المحلي الإجمالي الاسمي للفرد دولار أمريكي          | 10.51 ألف                      | 455          |
| الناتج المحلي الإجمالي للفرد دولار أمريكي                 | 24.23 ألف                      | 842          |
| مؤشر التنمية البشرية                                      | 0.788                          | 0.430        |
| رمز المكالمات الدولي                                      | +7                             | +231         |
| رمز الإنترنت                                              | .kz، .қаз ‏                     | .lr          |
| المنطقة الزمنية                                           | ت ع م+05:00، ت ع م+06:00       | 00           |

## منظمات دولية مشتركة
يشترك البلدان في عضوية مجموعة من المنظمات الدولية، منها:
| علم المنظمة | اسم المنظمة                               | تاريخ انضمام كازاخستان | تاريخ انضمام ليبيريا |
| ----------- | ----------------------------------------- | ---------------------- | -------------------- |
|             | مؤسسة التنمية الدولية                     | 23 يوليو 1992          | 28 مارس 1962         |
|             | مؤسسة التمويل الدولية                     | 30 سبتمبر 1993         | 28 مارس 1962         |
|             | منظمة حظر الأسلحة الكيميائية              | ?                      | ?                    |
|             | الأمم المتحدة                             | 2 مارس 1992            | 2 نوفمبر 1945        |
|             | الاتحاد الدولي للاتصالات                  | 23 فبراير 1993         | 10 أكتوبر 1927       |
|             | منظمة الشرطة الجنائية الدولية             | ?                      | ?                    |
|             | البنك الدولي للإنشاء والتعمير             | 23 يوليو 1992          | 28 مارس 1962         |
|             | الاتحاد البريدي العالمي                   | ?                      | ?                    |
|             | المركز الدولي لتسوية المنازعات الاستشارية | 21 أكتوبر 2000         | 16 يوليو 1970        |
|             | وكالة ضمان الاستثمار متعدد الأطراف        | 12 أغسطس 1993          | 12 أبريل 2007        |
|             | يونسكو                                    | 22 مايو 1992           | 6 مارس 1947          |

## وصلات خارجية
- موقع وزارة الخارجية الكازاخستانية
- موقع وزارة الخارجية الليبيرية